# Glacier Clark
Pour les articles homonymes, voir Clark.
Le glacier Clark est un glacier d'Alaska aux États-Unis situé dans le parc national de Glacier Bay. Long de 13 km, il s'étend jusqu'au golfe Johns Hopkins, à 126 km de Hoonah, dans la chaîne Saint-Élie.
Son nom lui a été donné en 1936 par W.O. Field et W.S. Cooper, en l'honneur de William Bullock Clark (1860-1917), professeur de géologie à l'Université Johns-Hopkins.